# Marmorgecko
Der Marmorgecko (Gekko grossmanni) ist ein Vertreter der Gattung Gekko aus der Familie der Geckos (Gekkonidae).

## Etymologie
Der Marmorgecko wurde nach dem deutschen Herpetologen Wolfgang Grossmann benannt, der durch die Einfuhr und Nachzucht dieser Tiere wesentlich zur Beschreibung der Art beigetragen hat.

## Merkmale
Der Marmorgecko ist ein schlanker, nachtaktiver Gecko. Die Männchen sind in der Regel größer und massiger als die Weibchen. Dominante Männchen zeigen im Gegensatz zu den Weibchen eine teilweise etwas hellere bzw. gelbliche Färbung. Männchen sind zudem gut durch die seitlich an der Schwanzbasis liegenden Tuberkelschuppen sowie durch die ausgeprägten Präanalporen und die Hemipenistaschen erkennbar. Die Weibchen hingegen sind meist kleiner als die Männchen und können bei guter Fütterung gut durch die seitlichen Fetteinlagerungen und aufgrund der Kalkspeicherorgane (endolymphatische Kalksäcke) unterschieden werden.

## Verbreitung

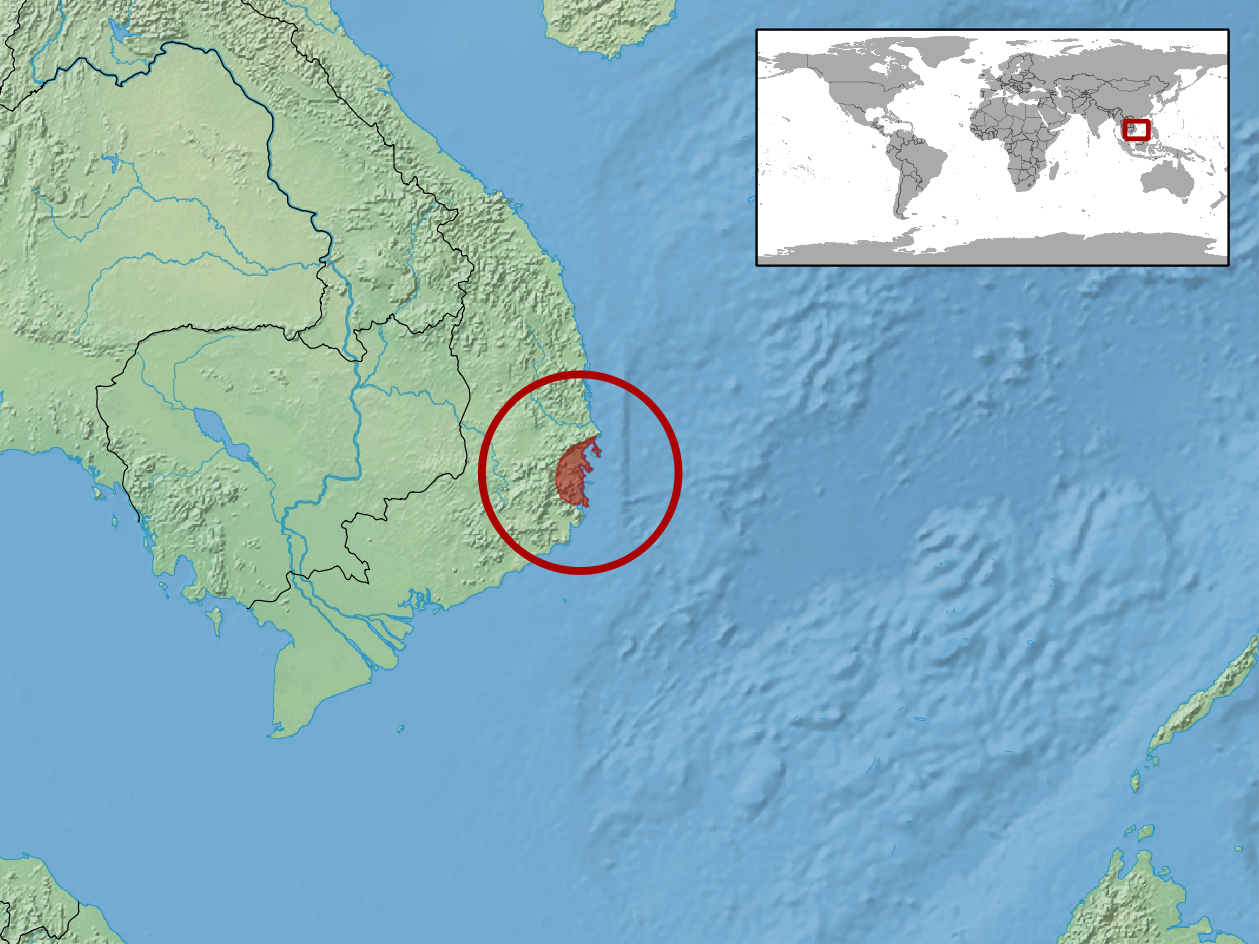
Verbreitungsgebiet im Süden Vietnams

Die Art ist aus kleineren küstennahen Gebieten in Südvietnam (Provinz Khánh Hòa) bekannt. Exemplare zur Erstbeschreibung wurden vermutlich in den Bergketten nahe der Stadt Nyachang entnommen.

## Fortpflanzung
Der Marmorgecko ist getrenntgeschlechtlich. Das größere Männchen nähert sich seitlich dem Weibchen, beißt diesem in den Nacken und schiebt seine Kloake unter die des Weibchens. Die Begattung durch das Männchen erfolgt wie bei vielen Geckos üblich durch das paarige Begattungsorgan (Hemipenis). Die Brutzeit dauert 84 bis 85 Tage. Das Weibchen legt meist zwei (selten eines) paarige Eier, die es nach dem Legen mit den Hinterbeinen festhält und sozusagen zusammenklebend „aushärten“ lässt. In Gefangenschaft werden die Eier meist auf vertikalen, steinähnlichen Flächen abgelegt. Eine Eiablage im Bodensubstrat oder auf Pflanzen konnte nicht beobachtet werden. Die Jungtiere haben nach dem Schlüpfen eine Größe von etwa 3 cm und sind etwas kräftiger, aber ähnlich wie die Elterntiere gefärbt.

## Lebensraum und Lebensweise
Über den natürlichen Lebensraum des Marmorgeckos ist sehr wenig bekannt. Ob die Tiere bevorzugt auf Bäumen, Felswänden oder dergleichen vorkommen bzw. feuchte oder eher trockene Habitate bevorzugen, ist ebenso unbekannt.

## Galerie

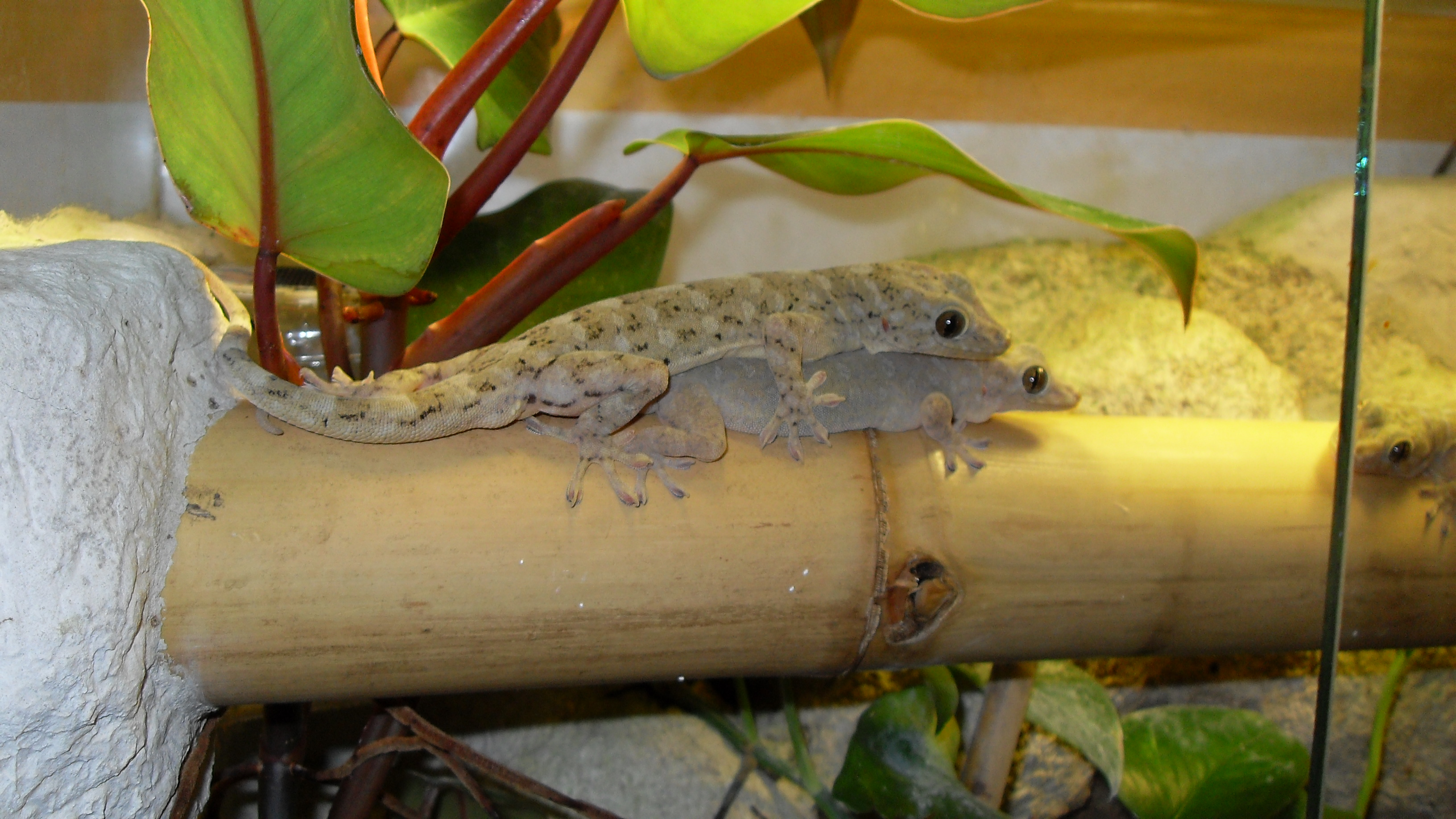
Adulte Marmorgeckos bei der Paarung
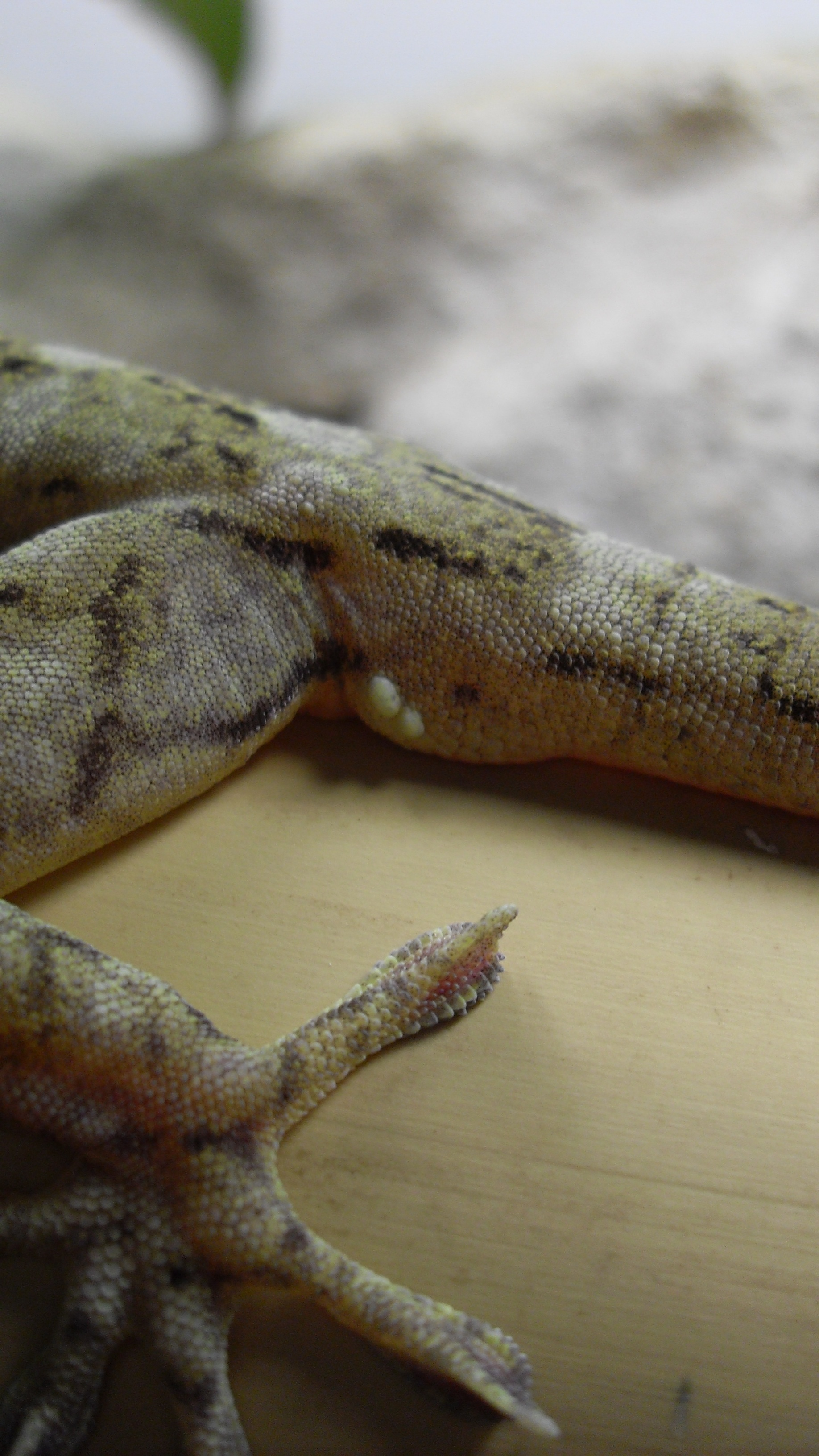
Adultes Männchen mit deutlich sichtbaren Tuberkelschuppen
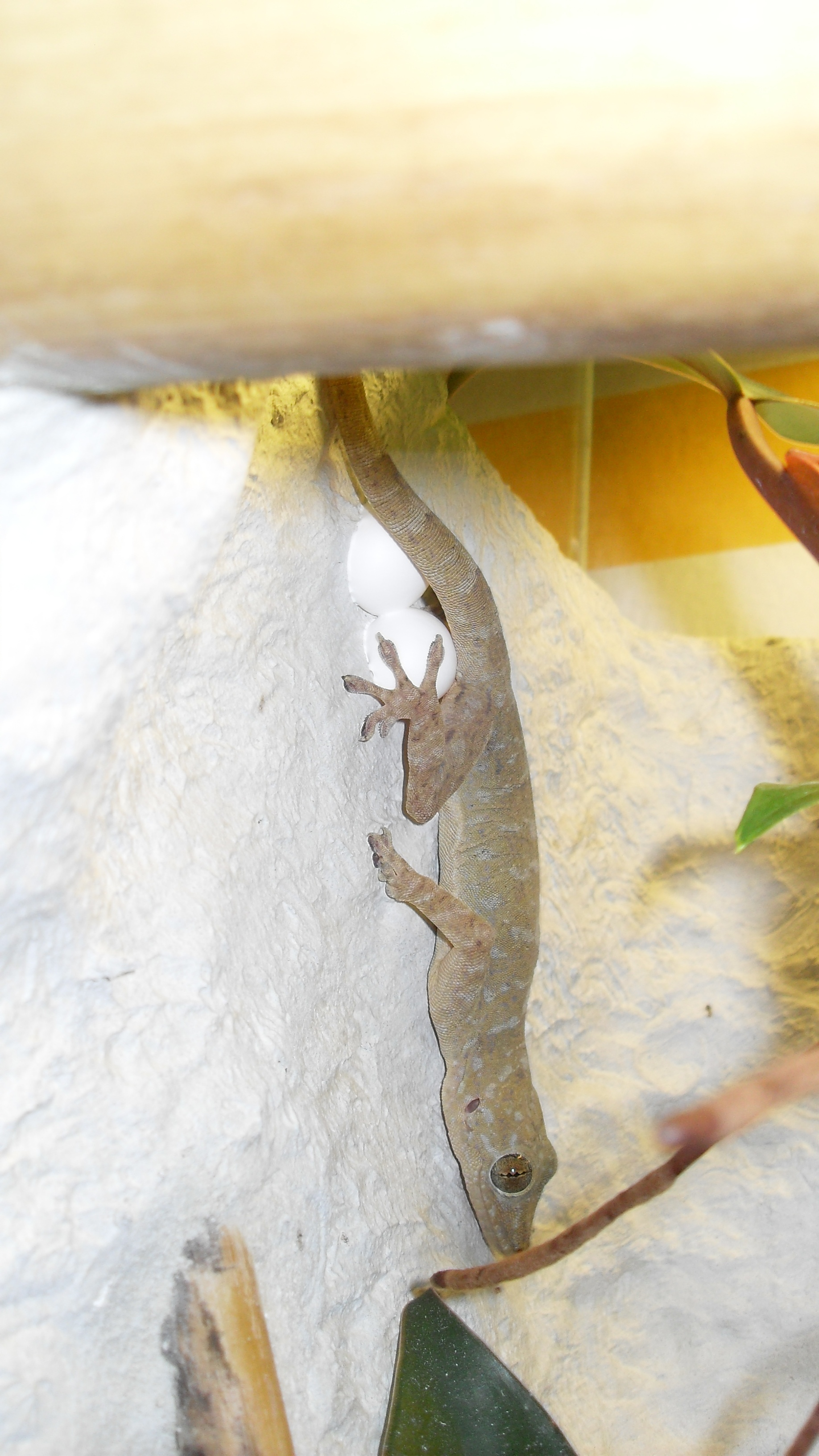
Adultes Weibchen kurz nach der Eiablage
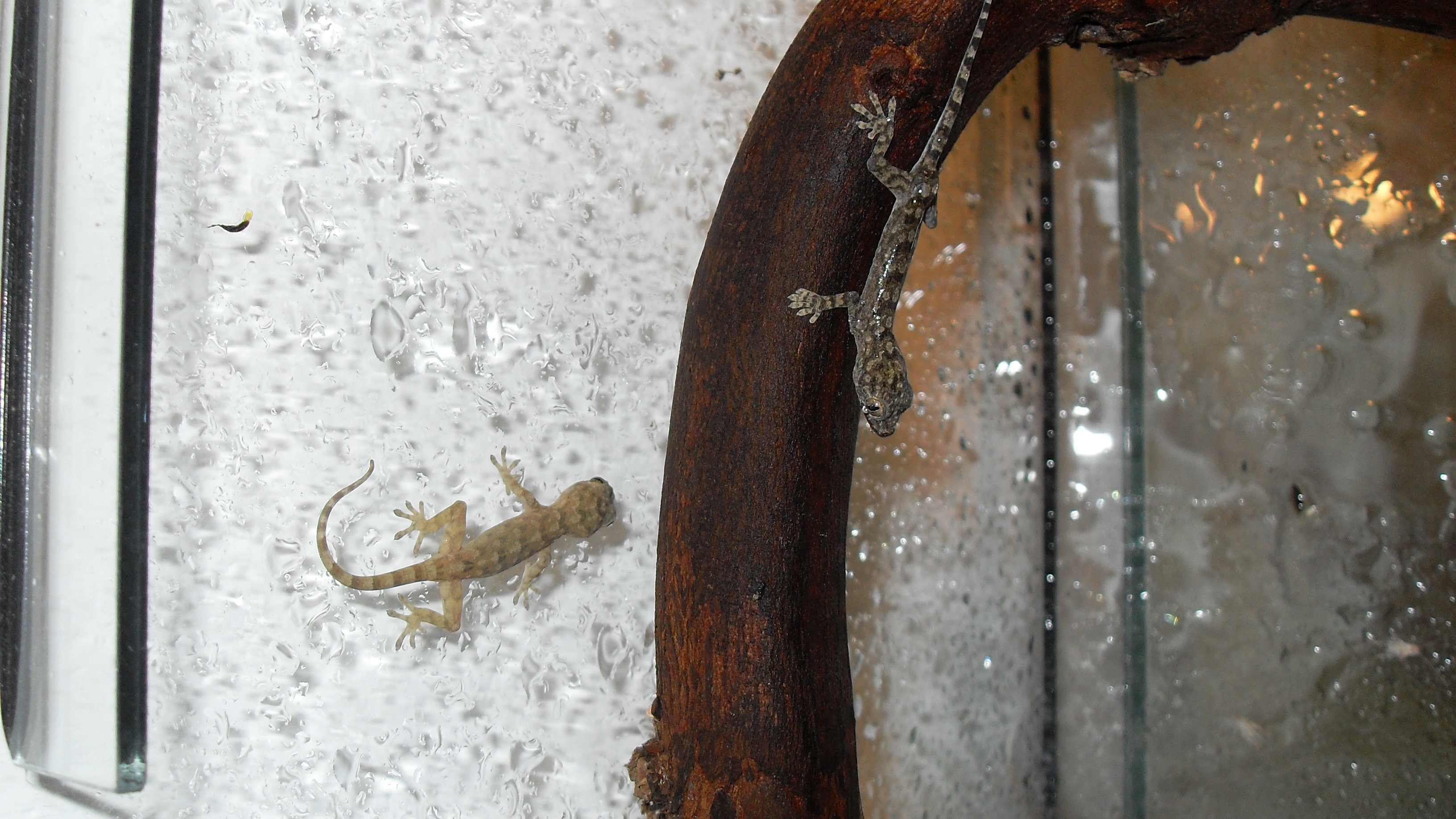
Juvenile Marmorgeckos